# Las cuatro preguntas de Tinbergen
Las cuatro preguntas de Tinbergen, que llevan el nombre del biólogo del siglo XX Nikolaas Tinbergen, son categorías complementarias para explicar el comportamiento animal. Estos también se conocen generalmente como niveles de análisis. Sugiere que una comprensión integrada del comportamiento debe incluir explicaciones definitivas (evolutivas), específicamente:
- funciones adaptativas del comportamiento
- historia filogenética; y las explicaciones próximas
- mecanismos fisiológicos subyacentes
- Historia ontogenética/del desarrollo.[2]

## Cuatro categorías de preguntas y explicaciones.
Cuando se les pregunta sobre el propósito de la vista en humanos y animales, incluso los niños de escuela primaria pueden responder que los animales tienen visión para ayudarlos a encontrar comida y evitar peligros (función/adaptación biológica). Los biólogos tienen tres explicaciones adicionales: la vista es causada por una serie particular de pasos evolutivos (filogenia), la mecánica del ojo (mecanismo/causalidad) e incluso el proceso de desarrollo de un individuo (ontogenia). Este esquema constituye un marco básico de los campos conductuales superpuestos de la etología, la ecología del comportamiento, la psicología comparada, la sociobiología, la psicología evolucionista y la antropología. Julian Huxley identificó las tres primeras preguntas. Niko Tinbergen sólo dio la cuarta pregunta, ya que las preguntas de Huxley no lograban distinguir entre valor de supervivencia e historia evolutiva; La cuarta pregunta de Tinbergen ayudó a resolver este problema.
|                                                                                       | | Perspectiva diacrónica versus sincrónica                                                                                        | |
| Vista dinámica Explicación de la forma actual en términos de una secuencia histórica. | Vista estática Explicación de la forma actual de las especies.                                       | | |
| Preguntas de cómo y por qué                                                           | Vista próxima Cómo funcionan las estructuras de un organismo individual                              | Ontogenia (desarrollo) Explicaciones evolutivas de los cambios en los individuos, desde el ADN hasta su forma actual.           | Mecanismo (causalidad) Explicaciones mecanicistas de cómo funcionan las estructuras de un organismo.                     |
| Preguntas de cómo y por qué                                                           | Vista definitiva (evolutiva) Por qué una especie evolucionó las estructuras (adaptaciones) que tiene | Filogenia (evolución) La historia de la evolución de los cambios secuenciales en una especie a lo largo de muchas generaciones. | Función (adaptación) Un rasgo de especie que resuelve un problema de reproducción o supervivencia en el entorno actual . |

### Explicaciones evolutivas (últimas)

#### Primera pregunta: Función (adaptación)
La teoría de la evolución biológica por selección natural de Darwin es la única explicación científica de por qué el comportamiento de un animal suele estar bien adaptado para la supervivencia y la reproducción en su entorno. Sin embargo, afirmar que un mecanismo particular se adapta bien al entorno actual es diferente de afirmar que este mecanismo fue seleccionado en el pasado debido a su historia de adaptación.
La literatura conceptualiza la relación entre activismo y evolución de dos maneras. Por otro lado, la acción y el desarrollo a menudo se presentan como explicaciones separadas y distintas del comportamiento. Por otro lado, una definición común de adaptación es un concepto central en la evolución: una característica que fue funcional para el éxito reproductivo de un organismo y, por lo tanto, existe hoy porque fue seleccionada para; Esto significa que acción y desarrollo son inseparables. Sin embargo, una función puede tener una función actual que sea adaptativa sin ser adaptativa en el sentido de que, por ejemplo, el entorno haya cambiado. Imaginemos un entorno en el que un cuerpo pequeño de repente fuera útil para el organismo, aunque antes el tamaño del cuerpo no tenía ningún efecto sobre la supervivencia. El efecto del cuerpo pequeño sobre el medio ambiente sería entonces adaptativo, pero no se volvería adaptativo hasta que hubieran pasado suficientes generaciones en las que los cuerpos pequeños fueran útiles para la reproducción. Teniendo esto en cuenta, es mejor comprender que no todos los rasgos funcionales que existen pueden haber surgido como resultado de la selección natural. El término "función" es preferible a "adaptación", porque a menudo se interpreta que la adaptación implica que fue seleccionada debido a una función pasada. Esto corresponde a la causa final de Aristóteles.

#### Segunda pregunta: Filogenia (evolución)
La evolución biológica captura tanto la historia de un organismo a través de su filogenia como la historia de la selección natural trabajando en la función para producir adaptaciones. Hay varias razones por las que la selección natural puede no lograr un diseño óptimo (Mayr 2001:140-143; Buss et al. 1998). Uno implica procesos aleatorios como mutación y eventos ambientales que actúan sobre poblaciones pequeñas. Otro tiene que ver con las limitaciones resultantes del desarrollo evolutivo temprano. Cada ser vivo alberga rasgos, tanto anatómicos como de comportamiento, de etapas filogenéticas anteriores, ya que muchos rasgos se conservan a medida que las especies evolucionan.
La reconstrucción de la filogenia de una especie a menudo permite comprender la "singularidad" de los caracteres recientes: las etapas filogenéticas anteriores y las (pre)condiciones que persisten a menudo también determinan la forma de los caracteres más modernos. Por ejemplo, el ojo de los vertebrados (incluido el ojo humano) tiene un punto ciego, mientras que el ojo de los cefalópodos no. En esos dos linajes, el ojo se construyó originalmente de una forma u otra. Una vez construido el ojo de los vertebrados, no hubo formas intermedias que fueran a la vez adaptativas y le hubieran permitido evolucionar sin un punto ciego.
Corresponde a la causa formal de Aristóteles.

### Explicaciones próximas

#### Tercera pregunta: Mecanismo (causalidad)
Algunas clases destacadas de mecanismos causales próximos incluyen:
- El cerebro: Por ejemplo, el área de Broca, una pequeña sección del cerebro humano, tiene un papel fundamental en la capacidad lingüística.
- Hormonas: sustancias químicas utilizadas para comunicarse entre las células de un organismo individual. La testosterona, por ejemplo, estimula el comportamiento agresivo en varias especies.
- Feromonas: sustancias químicas utilizadas para comunicarse entre miembros de la misma especie. Algunas especies (p. ej., perros y algunas polillas) utilizan feromonas para atraer parejas.

Al examinar los organismos vivos, los biólogos se enfrentan a diversos niveles de complejidad (por ejemplo, química, fisiológica, psicológica, social). Por lo tanto, investigan las relaciones causales y funcionales dentro y entre estos niveles. Un bioquímico podría examinar, por ejemplo, la influencia de las condiciones sociales y ecológicas en la liberación de ciertos neurotransmisores y hormonas, y los efectos de dichas liberaciones en el comportamiento; por ejemplo, el estrés durante el parto tiene un efecto tocolítico (supresor de las contracciones).
Sin embargo, el conocimiento de los neurotransmisores y la estructura de las neuronas no es suficiente por sí solo para comprender niveles superiores de estructura o comportamiento neuroanatómico: "El todo es más que la suma de sus partes". Todos los niveles deben considerarse igualmente importantes: cf. transdisciplinariedad, "Leyes sobre los niveles de complejidad" de Nicolai Hartmann.
Corresponde a la causa eficiente de Aristóteles.

#### Cuarta pregunta: Ontogenia (desarrollo)
La ontogenia es el proceso de desarrollo de un organismo individual desde el cigoto hasta la forma adulta, pasando por el embrión.
En la segunda mitad del siglo XX, los científicos sociales debatieron si el comportamiento humano era producto de la naturaleza (genes) o de la crianza (el medio ambiente en el período de desarrollo, incluida la cultura).
Un ejemplo de interacción (a diferencia de la suma de los componentes) implica la familiaridad desde la infancia. En varias especies, los individuos prefieren asociarse con individuos familiares pero prefieren aparearse con otros desconocidos (Alcock 2001:85–89, Incest taboo, Incesto). Por inferencia, los genes que afectan la convivencia interactúan con el medio ambiente de manera diferente a los genes que afectan el comportamiento de apareamiento. Un ejemplo simple de interacción involucra a las plantas: algunas crecen hacia la luz (fototropismo) y otras se alejan de la gravedad (gravitropismo).
Muchas formas de aprendizaje evolutivo tienen un período crítico, por ejemplo, para la impronta entre los gansos y el desarrollo del lenguaje entre los humanos. En tales casos, los genes determinan el momento del impacto ambiental.
Un concepto relacionado se denomina "aprendizaje sesgado" (Alcock 2001:101-103) y "aprendizaje preparado" (Wilson, 1998:86-87). Por ejemplo, después de ingerir alimentos que posteriormente las enfermaron, las ratas están predispuestas a asociar ese alimento con el olor, no con el sonido (Alcock 2001:101-103). Muchas especies de primates aprenden a temer a las serpientes con poca experiencia (Wilson, 1998:86–87).
Véase biología del desarrollo y psicología del desarrollo.

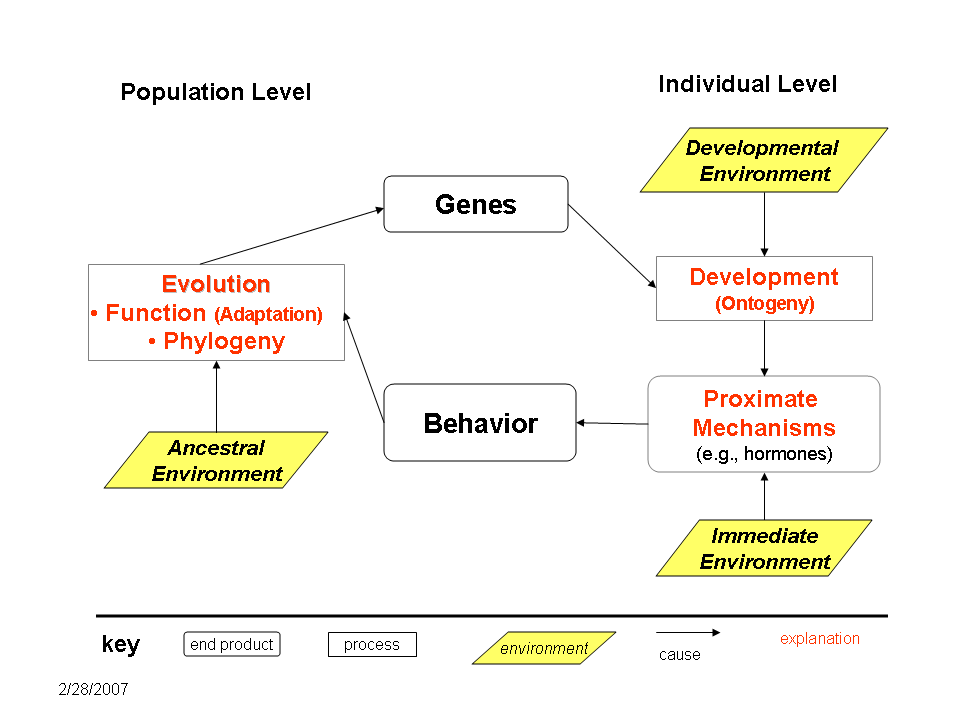
Explicaciones del comportamiento animal: relaciones causales; Adoptado de Tinbergen (1963).

Corresponde a la causa material de Aristóteles.

## Relaciones causales
La figura muestra las relaciones causales entre las categorías de explicaciones. El lado izquierdo representa las explicaciones evolutivas a nivel de especie; el lado derecho representa las explicaciones próximas a nivel individual. En el medio están los productos finales de esos procesos: los genes (es decir, el genoma) y el comportamiento, los cuales pueden analizarse en ambos niveles.
La evolución, que está determinada tanto por la función como por la filogenia, da como resultado los genes de una población. Los genes de un individuo interactúan con su entorno de desarrollo, dando como resultado mecanismos como el sistema nervioso. Un mecanismo (que también es un producto final por derecho propio) interactúa con el entorno inmediato del individuo, lo que da como resultado su comportamiento.
Aquí volvemos al nivel de población. A lo largo de muchas generaciones, el éxito del comportamiento de la especie en su entorno ancestral (o más técnicamente, el entorno de adaptación evolutiva (EEA)) puede dar lugar a una evolución medida por un cambio en sus genes.
En resumen, hay dos procesos (uno a nivel poblacional y otro a nivel individual) que están influenciados por los entornos en tres períodos de tiempo.

## Ejemplos

### Visión
Cuatro formas de explicar la visión:
- Función: Encontrar comida y evitar peligros.
- Filogenia: El ojo de los vertebrados se desarrolló inicialmente con un punto ciego, pero la falta de formas intermedias adaptativas impidió la pérdida del punto ciego.
- Causa: El cristalino del ojo enfoca la luz en la retina.
- Desarrollo: Las neuronas necesitan la estimulación de la luz para conectar el ojo con el cerebro (Moore, 2001:98–99).

### Efecto Westermarck
Cuatro formas de explicar el efecto Westermarck, la falta de interés sexual por los hermanos (Wilson, 1998:189-196):
- Función: Desalentar la endogamia, que disminuye el número de descendencia viable.
- Filogenia: Se encuentra en varias especies de mamíferos, lo que sugiere una evolución inicial hace decenas de millones de años.
- Mecanismo: Poco se sabe sobre el neuromecanismo.
- Ontogenia: resulta de la familiaridad con otro individuo en una etapa temprana de la vida, especialmente en los primeros 30 meses en el caso de los humanos. El efecto se manifiesta en personas que no son parientes criadas juntas, por ejemplo, en los kibutz.

### Amor romántico
Se han utilizado cuatro formas de explicar el amor romántico para proporcionar una definición biológica integral (Bode & Kushnick, 2021):
- Función: Elección de pareja, cortejo, sexo, vinculación de pareja.
- Filogenia: Evolucionó mediante la cooptación de mecanismos de vínculo entre madre e hijo en algún momento de la historia evolutiva reciente de los humanos.
- Mecanismos: Los mecanismos sociales, psicológicos de elección de pareja, genéticos, neurobiológicos y endocrinológicos causan el amor romántico.
- Ontogenia: el amor romántico puede manifestarse por primera vez en la infancia, se manifiesta con todas sus características después de la pubertad, pero puede manifestarse a lo largo de la vida.

### Sueño
El sueño se ha descrito utilizando las cuatro preguntas de Tinbergen como marco (Bode & Kuula, 2021):
- Función: Restauración energética, regulación metabólica, termorregulación, estimulación del sistema inmunológico, desintoxicación, maduración cerebral, reorganización de circuitos, optimización sináptica, prevención de peligros.
- Filogenia: El sueño existe en invertebrados, vertebrados inferiores y vertebrados superiores. El sueño NREM y REM existe en eutheria, marsupialiformes y también evolucionó en aves.
- Mecanismos: Los mecanismos regulan la vigilia, el inicio del sueño y el sueño. Los mecanismos específicos involucran neurotransmisores, genes, estructuras neuronales y el ritmo circadiano.
- Ontogenia: El sueño se manifiesta de manera diferente en bebés, lactantes, niños, adolescentes, adultos y adultos mayores. Las diferencias incluyen las etapas del sueño, la duración del sueño y las diferencias de sexo.

## Uso del esquema de cuatro preguntas como "tabla periódica"
Konrad Lorenz, Julian Huxley y Niko Tinbergen conocían ambas categorías conceptuales (es decir, las cuestiones centrales de la investigación biológica: 1. - 4. y los niveles de investigación: a. - g.), y la tabulación fue realizada por Gerhard Medicus. El esquema tabulado se utiliza como dispositivo organizador central en muchos libros de texto sobre comportamiento animal, etología, ecología del comportamiento y psicología evolutiva (por ejemplo, Alcock, 2001). Una ventaja de este sistema organizativo, lo que podría llamarse la "tabla periódica de las ciencias de la vida", es que resalta las lagunas en el conocimiento, de forma análoga al papel desempeñado por la tabla periódica de los elementos en los primeros años de la química.
|              | 1. Mecanismo | 2. Ontogenia | 3. Función | 4. Filogenia |
| a. Molécula  |              |              |            |              |
| b. Célula    |              |              |            |              |
| c. Órgano    |              |              |            |              |
| d. Individuo |              |              |            |              |
| e. Familia   |              |              |            |              |
| f. Grupo     |              |              |            |              |
| g. Sociedad  |              |              |            |              |

Este marco "biopsicosocial" aclara y clasifica las asociaciones entre los distintos niveles de las ciencias naturales y sociales, y ayuda a integrar las ciencias sociales y naturales en un "árbol del conocimiento" (ver también "Leyes sobre los niveles de Complejidad" de Nicolai Hartmann). Especialmente para las ciencias sociales, este modelo ayuda a proporcionar un modelo integrador y fundamental para la colaboración, la enseñanza y la investigación interdisciplinarias (consulte Las cuatro preguntas centrales de la investigación biológica utilizando la etología como ejemplo - PDF).

### Diagramas
- Las cuatro áreas de la biología Archivado el 18 de enero de 2012 en Wayback Machine. pdf
- Las cuatro áreas y niveles de investigación pdf
- Las cuatro preguntas de Tinbergen dentro de la ppt "Teoría fundamental de las ciencias humanas" Archivado el 9 de febrero de 2018 en Wayback Machine.
- Las cuatro preguntas de Tinbergen, pdf organizado

### Trabajos derivados
- Sobre objetivos y métodos de etología cognitiva (pdf) por Jamieson y Bekoff.

- Datos: Q7808012